# Протопопівка (Харківський район)
Протопо́півка — село в Україні, у Солоницівській громаді Харківського районі Харківської області. Населення становить 589 осіб. Колишній орган місцевого самоврядування — Протопопівська сільська рада.

## Географія
Село Протопопівка знаходиться на правому березі річки Криворотівка, на річці загата (~ 15 га), вище за течією примикає село Безруків, нижче за течією примикає село Ярошівка, на протилежному березі — село Гуківка.

## Історія
Село виникло на рубежі XVII–XVIII століть на землях Вільшанської сотні Харківського козацького полку, як хутір протопопа архієрея Вільшанської церкви Різдвіа Богородиці) Стефана Зашаловського.
Перша згадка про хутір міститься у заповіті С. Зашаловського від 1708 року.
Після смерті Стефана Зашаловського хутір перейшов його сину Йосипу, в перепису 1722 року згадується «Містечка Вільшанського Парафіяльної церкви Покровського диякона Йосифа Стефанова сина Протопопова хутір Попівка», населення Протопопівки в 1722 році становило 19 осіб. Незабаром Йосип Зашаловскій покинув духовну службу, віддавши перевагу військовій, за переписом 1732 року він згадується як підпрапорний Харківського козацького полку, в цьому же перепису описується і його хутір Протопопівка — де проживало 61 чоловік.
У 1739 року підпрапорний І. Зашаловський і його син Яків продали хутір обозному Харківського козацького полку Івану Васильовичу Ковалевському, від якого хутір дістався у спадок його синові, останньому Ольшанському сотникові Костянтину Івановичу Ковалевському, після смерті якого в 70х-80х роках XVIII століття хутором володіла його вдова Софія. За даними 1772 року в селі жило 113 чоловіків і 103 жінки. За описом земель 1783 року — с. Протопопівка мала угіддя 494 десятин і там жило 130 підданих (чоловіків).
За даними на 1864 рік на казенному хуторі Протопопівський Удянської волості Харківського повіту, мешкало 280 осіб (130 чоловічої статі та 150 — жіночої), налічувалось 50 дворових господарств.